# William B. Eerdmans Publishing Company
Wm. B. Eerdmans Publishing Company ist ein Verlagshaus für christliche Literatur aus Grand Rapids. Es wurde 1911 von  William B. Eerdmans (1880–1966) gegründet und befindet sich noch immer in privater Hand. Eerdmans ist seit langem dafür bekannt, eine große Bandbreite christlich-religiöser Bücher zu veröffentlichen. Die Palette reicht von akademischen Arbeiten der Christlichen Theologie, Bibelstudien und Religiöser Geschichte zu Bezugnahmen auf populäre Titel in Spiritualität, Sozialkritik und Kulturkritik sowie allgemeine Literatur.

## Geschichte
Eerdmans, ein Sohn eines niederländischen Textilherstellers, kam 1902 in die Vereinigten Staaten und ließ sich in Grand Rapids nieder, das damals ein Zentrum der niederländischen Einwanderung war. Nach einiger Zeit begann er am Calvin Theological Seminary, dem Seminar der Reformierten Kirche, zu studieren. Er verdiente seinen Lebensunterhalt durch Verkauf von Büchern an niederländisch-amerikanische Kunden. 1911 beschloss er, sein Studium aufzugeben und Buchhändler zu werden. Mit seinem Kollegen Brant Sevensma gründete er die Buchhandlung Eerdmans-Sevensma, die sich auf theologische Literatur spezialisierte.
Sevensma verließ bereits 1915 das gemeinsame Unternehmen, und Eeerdans nannte es in William B. Eerdmans Verlag um. Viele der ersten Veröffentlichungen Eerdmans waren theologische Werke von europäischen Theologen, die in niederländischer Sprache gedruckt wurden. Das wichtigste veröffentlichte Werk war der 50-bändige Kommentar von Jean Calvin.
Erst Anfang der 1930er Jahre erschien mit den Brüdern Zondervan ein Konkurrent im religiösen Buchhandels- und Buchverlagsgeschäft Grand Rapids. Einer der Gründer des Zondervan-Verlags hatte vorher für Eerdmans gearbeitet. 1939 eröffnete der niederländischstämmige Herman Baker ein weiteres religiös-orientiertes Buchhandels- und Verlagsunternehmen in der Stadt. Aber Eerdmans konnte sich in diesem umkämpften Markt mit qualitativen Veröffentlichen weiter etablieren. Publiziert wurden auch Werke bekannter Autoren wie C. S. Lewis, Karl Barth, Richard John Neuhaus, Nicholas Wolterstorff, Richard Mouw, Martin Marty, Rowan Williams, Joan Chittister und Dorothy Day, die recht unterschiedliche Glaubensüberzeugungen vertraten.
1966 starb der Gründer William B. Eerdmans und sein Sohn William B. Eerdmans Jr. übernahm die Führung der Verlagsfirma. Es wurden weiter biblische und theologische Nachschlagewerke, Kommentare, Konkordanzen und Handbücher von hoher Qualität gedruckt. So wurde Ende der 90er Jahre The Encyclopedia of Christianity das anerkannte deutsche Nachschlagewerk Evangelisches Kirchenlexikon übersetzt und herausgegeben. Im Jahr 2000 veröffentlichte der Verlag Eerdmans Dictionary of the Bible, der eine weite Verbreitung fand.
Das Impressum Eerdmans Books for Young Readers begann 1995 als Teil der Wm. B. Eerdmans Publishing Company mit der Herausgabe von Qualitätsliteratur im fiktionalen und nicht-fiktionalen Bereich für junge Leser.